# Estat aconfessional
Un Estat aconfessional és aquell que no s'adhereix i no reconeix com a oficial cap religió en concret, encara que pugui tenir acords (col·laboratius o d'ajuda econòmica principalment) amb certes institucions religioses. Un Estat aconfessional no és el mateix que un Estat laic.

## Casos

### Espanya
Espanya és un Estat aconfessional. Es considera així des de 1978, amb l'aprovació de la Constitució Espanyola.

### Paraguai
El primer paràgraf de l'article 24 de la Constitució del 1992 considera el Paraguai com un estat aconfessional.

## Distinció i debat
L'Estat aconfessional es distingeix del confessional en el fet que no es reconeix una religió oficial. Referent a l'Estat laic, és aquell que és independent de qualsevol organització o confessió religiosa i en el qual les autoritats polítiques no s'adhereixen públicament a cap religió determinada ni les creences religioses influeixen sobre la política nacional.